# Camaleonte (Shannara)
Il Camaleonte è un demone uscito dal Divieto nel libro Le Pietre Magiche di Shannara della trilogia Il ciclo di Shannara scritto da Terry Brooks.

## Storia
Il Camaleonte è un Demone che può prendere le sembianze di qualsiasi cosa o essere vivente che esiste sulle Quattro Terre.
Quando l'Eterea comincia ad ammalarsi e il Divieto da lei imposto comincia a sgretolarsi, i Demoni più forti, ovvero il Dagda Mor, il Mietitore e il Camaleonte, escono da esso e si ritrovano nelle Pianure di Cenere, al di là del Confine a nord-ovest delle Terre dell'Ovest.
Il Camaleonte, arrivato ad Arborlon, si tramuta prima nel giardiniere, che aveva prima ucciso, del re elfo Eventine Elessedil e poi in Manx, il fido cane del re, che era morto per mano del Demone.
Prese le sembianze del cane, fa la spia per il Mietitore al quale rivela i piani degli Elfi per uccidere i demoni e ripristinare l'Eterea.
In una notte di guerra tra Demoni ed Elfi, il Camaleonte, che stava nella stanza dell'ignaro re, esce nel corridoio e uccide le guardie reali. Il re si sveglia ed esce in corridoio dove lo aspettano i cadaveri e il suo cane Manx. Quest'ultimo si tramuta subito nel Camaleonte e attacca il re degli Elfi. Eventine, anche se vecchio e stanco, ha ancora buoni riflessi e lotta con una spada, con la quale uccide il Demone.